# Opp
Opp est une ville du comté de Covington, en Alabama, aux États-Unis.

## Démographie
| 1910 | 1920  | 1930  | 1940  | 1950  | 1960  | 1970  | 1980  |
| ---- | ----- | ----- | ----- | ----- | ----- | ----- | ----- |
| 863  | 1 556 | 2 918 | 3 178 | 5 240 | 5 535 | 6 493 | 7 204 |

| 1990  | 2000  | 2010  | - | - | - | - | - |
| ----- | ----- | ----- | - | - | - | - | - |
| 6 985 | 6 607 | 6 659 | - | - | - | - | - |